# Jon Gulsen Berg
Jon Gulsen Berg (4. februar 1783 i Ringerike, Norge – 23. december 1864 i København) var en dansk/norsk maler.
Jon Gulsen Berg var hofmalermester og tapetfabrikant og havde flere senere kunstnere i lære; blandt andre O.D. Ottesen, Bernhard Gustav Wilhelm Krogh, Adolph Kittendorff og H.J. Hammer. Ved sin død efterlod han en kunstsamling på over 900 genstande, malerier, tegninger og kobberstik.
Han er begravet på Assistens Kirkegård.

## Ekstern henvisning
- Jon Gulsen Berg på Kunstindeks Danmark/Weilbachs Kunstnerleksikon